# Шарыгин, Игорь Фёдорович
И́горь Фёдорович Шары́гин (13 февраля 1937 — 12 марта 2004, Москва) — советский и российский математик и педагог, специалист по элементарной геометрии, популяризатор науки, автор учебников и пособий для школьников, член редколлегии журнала «Квант». Член исполкома Международной комиссии по математическому образованию (1999—2002), заведующий лабораторией «Геометрия» Московского центра непрерывного математического образования. Автор ряда статей и выступлений о кризисе образования в России.
В 1968 году подписал «письмо 99» на имя министра здравоохранения СССР и генерального прокурора СССР в защиту насильственно помещённого в московскую психиатрическую больницу № 5 математика А. С. Есенина-Вольпина.

## Биография
Отец — уроженец Башкирии (родился под Стерлитамаком), из бедной семьи. После 1917 года вступил в комсомол и стал первым секретарём укома Башкирии, был делегирован на III съезд комсомола, тот самый, где выступал Ленин, вступил в партию и остался в Москве. <…> Мать была седьмым или восьмым ребёнком в бедной еврейской семье (всего было 11 детей, но многие умерли в младенческом возрасте, кажется, лишь пятеро дожили до зрелого возраста), проживавшей до революции за чертой оседлости в Гомеле. В начале 1920-х годов приехала в Москву с сестрой, больной раком, где и познакомилась с отцом. <…> Математикой увлёкся с пятого класса. Учитель математики, Царик Илья Терентьевич, отправил меня на районную, а затем на городскую олимпиаду, где я успешно выступил. Понравилось решать интересные задачи. В 9-м классе пошёл в кружок при МГУ (руководители Бахвалов и Крылов). <…> Наибольший успех в математике пришёл именно в то время, я сумел решить одну очень трудную задачу по элементарной математике (про точку Торричелли). <…> В общем, я вполне самостоятельно (с добавлением кружка, школа не в счёт) занимался математикой и, естественно, пошёл на мехмат. Прошёл собеседование (серебряная медаль) и поступил. <…> После окончания мехмата был оставлен в аспирантуре, причём не по той кафедре, которую кончал. <…> После аспирантуры работал в МГУ. Сначала на мехмате, а затем на ВМК. <…> После ухода из МГУ в 1972 году, по сути, начал новую жизнь. <…> Основной источник доходов — авторские гонорары за книги. Всего издал порядка 40 книг. Все после 1986 года. Рекордным стал 1995 год, когда у меня вышло не то 15, не то 17 книг. Главные — задачники и учебники для средней школы.

## Объекты, названные в честь Шарыгина
- Треугольник Шарыгина — не равнобедренный треугольник, для которого является равнобедренным треугольник, образуемый основаниями его биссектрис[8].
- Обобщение Шарыгина[9] теоремы о бабочке.

## Память
Научной и нравственной основой курса геометрии является принцип доказательности всех утверждений. И это единственный школьный предмет, включая даже предметы математического цикла, полностью основанный на последовательном выводе всех утверждений. Людьми, понимающими, что такое доказательство, трудно и даже невозможно манипулировать. 
И. Ф. Шарыгин
Начиная с 2005 года, Математический институт им. В. А. Стеклова РАН, Департамент образования города Москвы, Московский центр непрерывного математического образования, Московский институт открытого образования, Открытый лицей ВЗМШ ежегодно проводят олимпиаду по геометрии имени И. Ф. Шарыгина для школьников старших классов.
Начиная с осени 2008 года, в Московском центре непрерывного математического образования проходит семинар по геометрии имени И. Ф. Шарыгина.

### Книги
- И. Ф. Шарыгин. Задачи по геометрии. Планиметрия. — М.: Наука, 1982.
- И. Ф. Шарыгин. Задачи по геометрии. Стереометрия. — М.: Наука, 1984.
- Зарубежные математические олимпиады / С. В. Конягин, Г. А. Тоноян, И. Ф. Шарыгин и др.; Под ред. И. Н. Сергеева. — М. : Наука, 1987. — 414,[1] с. : ил.; 20 см. — (Вып. 17).
- В. В. Прасолов, И. Ф. Шарыгин. Задачи по стереометрии. — М.: Наука, 1989. — 288 с. — ISBN 5-02-013921-1.
- И.Ф. Шарыгин. Геометрия 7—9. — М.: Дрофа, 1997. — 352 с.
- И. Ф. Шарыгин. Математический винегрет. — М.: Издание Агентства "Орион", 1991.
- И. Ф. Шарыгин. Уроки дедушки Гаврилы, или Развивающие каникулы. — М.: Дрофа, 2003.
- И. Ф. Шарыгин. Геометрия. 10—11 классы. — М.: Дрофа, 2007.
- И. Ф. Шарыгин, Д. И. Шарыгин. Геометрия. 11 класс. Методическое пособие. — М.: Дрофа, 2010.

### Статьи
- Статьи И. Ф. Шарыгина в библиотеке журнала «Скепсис».
- Статьи И. Ф. Шарыгина в журнале «Квант» (1972—2002).
- Статьи И. Ф. Шарыгина на сайте МЦНМО (1997—2003).
- И. Ф. Шарыгин. От какого «коня» примет смерть российская математика // Отечественные записки. — 2002. — № 2.
- И. Ф. Шарыгин. Нужна ли школе 21-го века Геометрия? // Математическое просвещение. — 2004. — Т. 8. — С. 37–52.
- И. Ф. Шарыгин. Образование и глобализация // Новый Мир. — 2004. — № 10.
- И. Ф. Шарыгин. Цели обучения в концепции школьной геометрии
- Шарыгин И. Ф., Штогрин М. И. Кто открыл формулу Содди? // Математика в школе. 1992. № 2-3. — с.31-33.